# École de Tunis

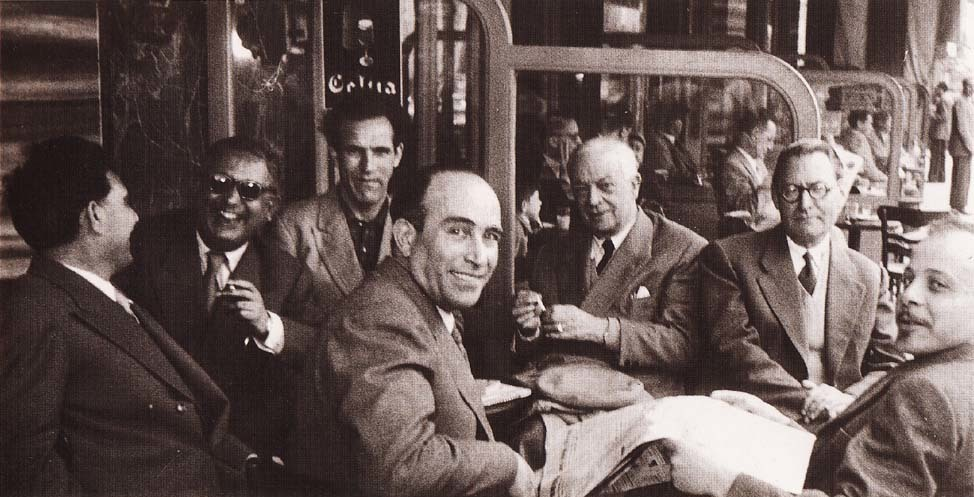
Plusieurs peintres de l'École de Tunis réunis au café de Paris à Tunis, photo prise par Jellal Ben Abdallah.

L'École de Tunis est un courant artistique de la peinture tunisienne qui est organisé après la Seconde Guerre mondiale par quelques peintres tunisiens et français, sans considération religieuse.
Des peintres, Moses Levy, Pierre Boucherle, Jules Lellouche et Antonio Corpora, forment le groupe des Quatre en 1936. 
Après la Seconde Guerre mondiale, d'autres artistes se joignent aux premiers pour constituer le groupe des Dix, en 1947, avec Yahia Turki, Ammar Farhat, Safia Farhat, Jellal Ben Abdallah, Abdelaziz Gorgi, Edgard Naccache, Ali Bellagha et Zoubeir Turki. Ils se fréquentent, échangent des vues et des idées novatrices sur l'art en Tunisie, et rompent avec les courants artistiques coloniaux. Plusieurs d'entre eux ont été élèves ou professeurs à l'Institut supérieur des beaux-arts de Tunis.
L'École de Tunis est fondée en 1949 sous la présidence de Boucherle.
Ce courant artistique est la combinaison de thèmes d'inspiration populaire et d'une image idéalisée de la réalité. Les artistes partagent une certaine idée d'appartenance culturelle commune et contribuent à un art qui se veut authentiquement tunisien par la mise en valeur du patrimoine multiforme de la culture populaire traditionnelle de Tunisie.
Par la suite, vers la fin des années 1950, des artistes tunisiens anticonformistes et frondeurs ne participent pas à ce courant artistique d'après-guerre et évoluent vers de nouvelles tendances artistiques.